# فرودگاه دیلینگهام
فرودگاه دیلینگهام (به انگلیسی: Dillingham Airport) یک فرودگاه همگانی بهره‌برداری هوایی با کد یاتا DLG است که یک باند فرود آسفالت دارد و طول باند آن ۱۹۵۱ متر است. این فرودگاه در شهر دیلینگهام، آلاسکا کشور ایالات متحده آمریکا قرار دارد و در ارتفاع ۲۵ متری از سطح دریا واقع شده‌است.